# Katholieke Kerk in de Verenigde Arabische Emiraten

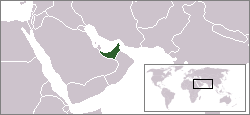
Verenigde Arabische Emiraten

De Katholieke Kerk in de Verenigde Arabische Emiraten maakt deel uit van de wereldwijde Katholieke Kerk, onder het leiderschap van de paus en de Curie. 
Er zijn naar schatting 1 miljoen katholieken in de Verenigde Arabische Emiraten. Onder hen bevinden zich buitenlandse werknemers uit de Filipijnen, Indië, de Verenigde Staten, Libanon en Europa. De Verenigde Arabische Emiraten is onderdeel van het apostolisch vicariaat van Zuid-Arabië met zetel in Abu Dhabi. 
Apostolisch vicaris is sinds 1 mei 2022 bisschop Paolo Martinelli OFM Cap.
Apostolisch nuntius voor de Verenigde Arabische Emiraten is sinds 3 januari 2023 aartsbisschop Christophe Zakhia El-Kassis, die tevensw nuntius is voor Jemen.